# Condado de Keith
El condado de Keith (en inglés: Keith County), fundado en 1873 se le llamó Keith en honor a Morrill C. Keith que fue propietario de uno de los mayores ranchos, es un condado del estado estadounidense de Nebraska. En el año 2000 tenía una población de 8.875 habitantes con una densidad de población de 3 personas por km². La sede del condado es Ogallala.

## Geografía
Según la oficina del censo el condado tiene una superficie total de 2875 km² (1110,0 mi²), de los que 2748 km² (1061,003861003900 mi²) son tierra y 127 km² (49,0 mi²) (4,37%) son agua.

### Condados adyacentes
- Condado de Arthur - norte
- Condado de McPherson - noreste
- Condado de Lincoln - este
- Condado de Perkins - sur
- Condado de Deuel - oeste
- Condado de Garden - noroeste
- Condado de Sedgwick - suroeste

## Demografía
Según el censo del 2000 la renta per cápita media de los habitantes del condado era de 32.325 dólares y el ingreso medio de una familia era de 39.118 dólares. En el año 2000 los hombres tenían unos ingresos anuales 26.523 dólares frente a los 19.024 dólares que percibían las mujeres. El ingreso por habitante era de 17.421 dólares y alrededor de un 9,30% de la población estaba bajo el umbral de pobreza nacional.

## Ciudades y pueblos
Las principales ciudades son:
- Ogallala
- Brule
- Paxton
- Keystone (no incorporada)
- Lemoyne (no incorporada)
- Roscoe (no incorporada)